# Bogumił Sujka
Bogumił Maciej Sujka (ur. 3 września 1928 w Radzanowie, zm. 13 września 2002) – funkcjonariusz partyjny, urzędnik państwowy i konsularny, dyplomata, zastępca kierownika w Wydziale Zagranicznym KC PZPR w latach 1971–1978 oraz 1981–1983, członek Komitetu Zakładowego POP PZPR w MSZ w latach 1966–1972.

## Życiorys

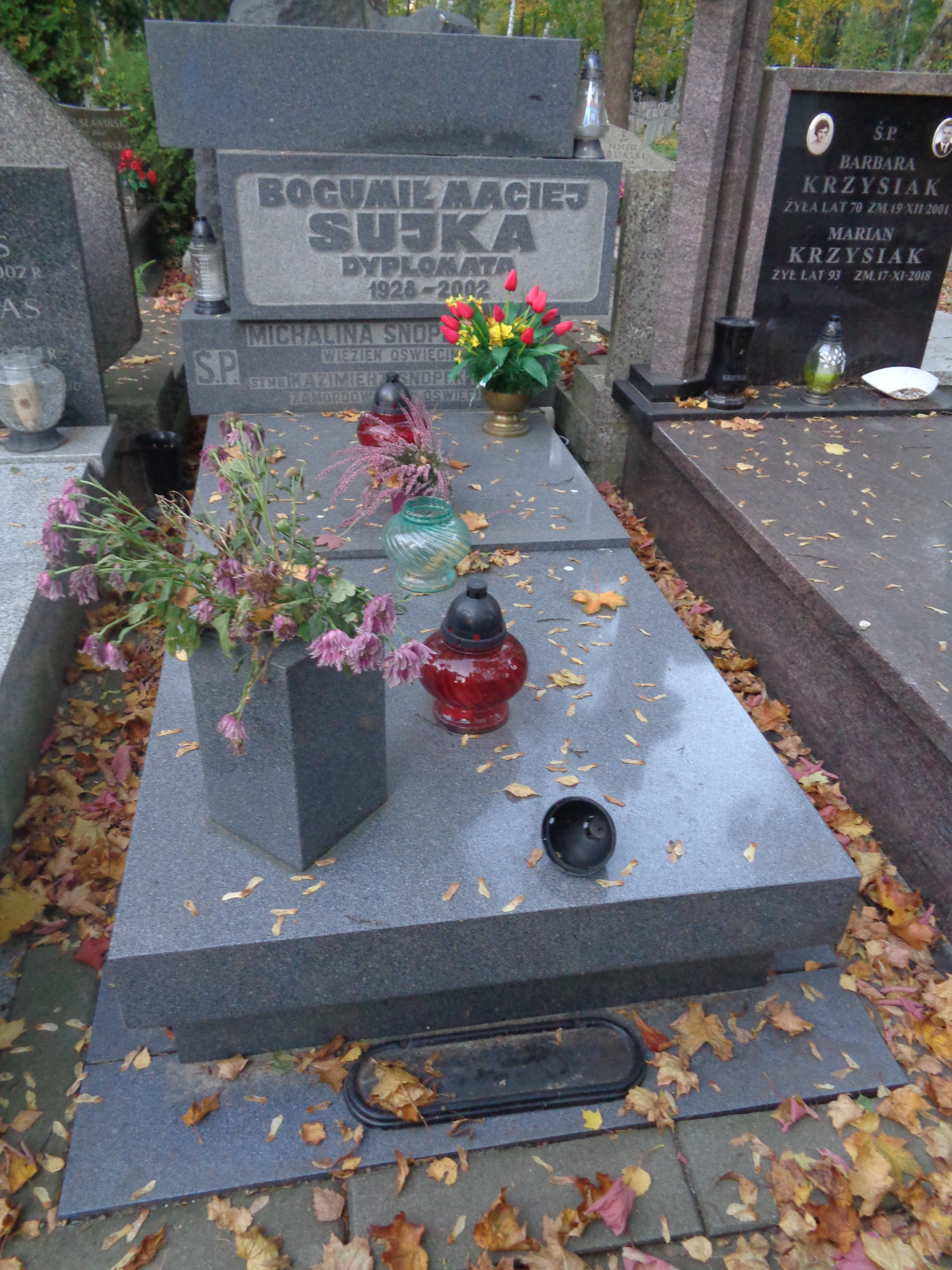
Grób Bogumiła Sujki na Cmentarzu Wojskowym na Powązkach

Syn Władysława. Zatrudniony w Starostwie Powiatowym w Radomiu (1947–1948). Studiował na Uniwersytecie Mikołaja Kopernika w Toruniu (1948–1951), gdzie pełnił też funkcję przewodniczącego KU ZSP (1950–1951).
Był kontrolerem w Ministerstwie Rolnictwa (1951–1952) oraz w NIK i Ministerstwie Kontroli Państwowej (1952–1954). Studiował w Instytucie Nauk Społecznych przy KC PZPR (1954–1958), gdzie obronił pracę doktorską. Pracował przemiennie w Ministerstwie Spraw Zagranicznych (1958–1971), i w KC PZPR, m.in. na stanowisku konsula generalnego PRL w Chicago (1968), zastępcy kierownika Wydziału Zagranicznego KC (1971–1978), stałego przedstawiciela PRL przy ONZ w Genewie (co najmniej 1979–1981), przedstawiciela Polski w randze ambasadora w Komitecie Rozbrojeniowym ONZ (1982), ponownie zastępcy kierownika Wydziału Zagranicznego KC (1983–1987), ponownie stałego przedstawiciela PRL przy ONZ w Genewie (1988–1989).
Członek PZPR od 1948. Pochowany na cmentarzu Powązki Wojskowe w Warszawie (kwatera A15-4-27).

## Działalność agenturalna
Według materiałów zgromadzonych w archiwum Instytutu Pamięci Narodowej był w latach 1961–1983 tajnym współpracownikiem Służby Bezpieczeństwa PRL o pseudonimie „Jankowski”.